# متنزه غورنغوسا الوطني
متنزه غورنغوسا الوطني هو متنزه وطني يقع في وسط الموزمبيق، تأسس الحديقة في 1960 وتضم أكثر من 500 نوع من الطيور، الحيوانات العاشبة وآكلة اللحوم. ·  ·  ·  · 